# Champions Challenge de hockey sobre hierba masculino de 2014
El VIII Champions Challenge de Hockey sobre Hierba de 2014 se celebra en Kuantan (Malasia) entre el 26 de abril y el 4 de mayo de 2014. El evento es organizado por la Federación Internacional de Hockey (FIH).

## Clasificación
- Malasia (País local)
- Nueva Zelanda (Séptimo en el Champions Trophy 2012)
- Corea del Sur (Segundo en el Champions Challenge I 2012)
- Irlanda (Tercero en el Champions Challenge I 2012)
- Japón (Quinto en el Champions Challenge I 2012)
- Canadá (Sexto en el Champions Challenge I 2012)
- Polonia (Octavo en el Champions Challenge I 2012)
- Francia (Equipo mejor clasificado no clasificado sea para el Champions Trophy o Champions Challenge I)

## Grupos
| Grupo A       | Grupo B       |
| ------------- | ------------- |
| Irlanda       | Canadá        |
| Japón         | Corea del Sur |
| Polonia       | Francia       |
| Nueva Zelanda | Malasia       |

### Primera fase

#### Grupo A
| Equipo        | J | G | E | P | GF | GC | DG | PTS |
| ------------- | - | - | - | - | -- | -- | -- | --- |
| Nueva Zelanda | 3 | 3 | 0 | 0 | 16 | 5  | 11 | 9   |
| Irlanda       | 3 | 1 | 0 | 2 | 3  | 4  | -1 | 3   |
| Polonia       | 3 | 1 | 0 | 2 | 7  | 12 | -5 | 3   |
| Japón         | 3 | 1 | 0 | 2 | 4  | 9  | -5 | 3   |

- Resultados

| Fecha | Hora¹ | Partido       | Partido | Partido       | Resultado |
| ----- | ----- | ------------- | ------- | ------------- | --------- |
| 26.04 | 15:00 | Nueva Zelanda | -       | Irlanda       | 2-1       |
| 26.04 | 17:00 | Japón         | -       | Polonia       | 3-2       |
| 27.04 | 15:00 | Japón         | -       | Nueva Zelanda | 1-6       |
| 27.04 | 17:00 | Irlanda       | -       | Polonia       | 1-2       |
| 29.04 | 17:00 | Irlanda       | -       | Japón         | 1-0       |
| 29.04 | 19:00 | Nueva Zelanda | -       | Polonia       | 8-3       |

#### Grupo B
| Equipo        | J | G | E | P | GF | GC | DG | PTS |
| ------------- | - | - | - | - | -- | -- | -- | --- |
| Corea del Sur | 3 | 2 | 1 | 0 | 9  | 6  | 3  | 7   |
| Canadá        | 3 | 1 | 1 | 1 | 9  | 9  | 0  | 4   |
| Francia       | 3 | 1 | 0 | 2 | 7  | 8  | -1 | 3   |
| Malasia       | 3 | 1 | 0 | 2 | 7  | 9  | -2 | 3   |

- Resultados

| Fecha | Hora¹ | Partido       | Partido | Partido       | Resultado |
| ----- | ----- | ------------- | ------- | ------------- | --------- |
| 26.04 | 19:00 | Corea del Sur | -       | Canadá        | 3-3       |
| 26.04 | 21:30 | Malasia       | -       | Francia       | 2-3       |
| 27.04 | 19:00 | Canadá        | -       | Francia       | 3-2       |
| 27.04 | 21:00 | Malasia       | -       | Corea del Sur | 1-3       |
| 29.04 | 15:00 | Corea del Sur | -       | Francia       | 3-2       |
| 29.04 | 21:00 | Canadá        | -       | Malasia       | 3-4       |

### Segunda ronda
|  | Cuartos de final  | Cuartos de final  |                   |          | Semifinales            | Semifinales            |  |  | Final             | Final |
|  |                   |                   |                   |          |                        |                        |  |  |                   |       |
|  | 1 de mayo de 2014 |                   |                   |          |                        |                        |  |  |                   |       |
|  |                   |                   |                   |          |                        |                        |  |  |                   |       |
|  | Nueva Zelanda     | 4(2)              |                   |          |                        |                        |  |  |                   |       |
|  | Nueva Zelanda     | 4(2)              | 3 de mayo de 2014 |          |                        |                        |  |  |                   |       |
|  | Malasia           | 4(3)              |                   |          |                        |                        |  |  |                   |       |
|  | Malasia           | 4(3)              | Malasia           | 2(4)     |                        |                        |  |  |                   |       |
|  | 1 de mayo de 2014 |                   | Malasia           | 2(4)     |                        |                        |  |  |                   |       |
|  |                   | Canadá            | 2(5)              |          |                        |                        |  |  |                   |       |
|  | Canadá            | Canadá            | 2(5)              | 3        |                        |                        |  |  |                   |       |
|  | Canadá            |                   | 4 de mayo de 2014 | 3        |                        |                        |  |  |                   |       |
|  | Polonia           | 2                 |                   |          |                        |                        |  |  |                   |       |
|  | Polonia           | 2                 | Canadá            | 0        |                        |                        |  |  |                   |       |
|  | 1 de mayo de 2014 |                   | Canadá            | 0        |                        |                        |  |  |                   |       |
|  |                   | Corea del Sur'    | 4                 |          |                        |                        |  |  |                   |       |
|  | Irlanda           | Corea del Sur'    | 4                 | 2(3)     |                        |                        |  |  |                   |       |
|  | Irlanda           | 3 de mayo de 2014 |                   | 2(3)     |                        |                        |  |  |                   |       |
|  | Francia           | 2(0)              |                   |          |                        |                        |  |  |                   |       |
|  | Francia           | 2(0)              | Irlanda           | 1        | Tercer y cuarto puesto | Tercer y cuarto puesto |  |  |                   |       |
|  | 1 de mayo de 2014 |                   | Irlanda           | 1        | Tercer y cuarto puesto | Tercer y cuarto puesto |  |  |                   |       |
|  |                   | Corea del Sur     | 2                 |          |                        |                        |  |  |                   |       |
|  | Corea del Sur     | Corea del Sur     | 2                 | 5        | Malasia                | 4                      |  |  |                   |       |
|  | Corea del Sur     |                   |                   | 5        | Malasia                | 4                      |  |  |                   |       |
|  | Japón             | 1                 |                   | Irlanda' | 2                      |                        |  |  |                   |       |
|  | Japón             | 1                 |                   |          | 2                      |                        |  |  |                   |       |
|  |                   |                   |                   |          |                        |                        |  |  | 4 de mayo de 2014 |       |
|  |                   |                   |                   |          |                        |                        |  |  |                   |       |

|  | Perdedores de cuartos  | Perdedores de cuartos  |   |                        | 5º puesto              | 5º puesto |  |
|  |                        |                        |   |                        |                        |           |  |
|  |                        |                        |   |                        |                        |           |  |
|  | 1 de diciembre de 2012 |                        |   |                        |                        |           |  |
|  | Nueva Zelanda          | 6                      |   |                        |                        |           |  |
|  | Polonia                | 1                      |   |                        |                        |           |  |
|  |                        |                        |   |                        |                        |           |  |
|  |                        |                        |   |                        | 2 de diciembre de 2012 |           |  |
|  |                        |                        |   |                        | Nueva Zelanda          | 6         |  |
|  |                        | Francia                | 3 |                        |                        |           |  |
|  |                        |                        |   |                        |                        |           |  |
|  |                        |                        |   |                        |                        |           |  |
|  |                        |                        |   |                        | 7º puesto              |           |  |
|  | 1 de diciembre de 2012 | 1 de diciembre de 2012 |   | 2 de diciembre de 2012 | 2 de diciembre de 2012 |           |  |
|  | Francia                | 3                      |   | Polonia                | 2                      |           |  |
|  | Japón                  | 2                      |   |                        | Japón                  | 3         |  |

#### Cuartos de final
| Fecha | Hora¹ | Partido       | Partido | Partido | Resultado     |
| ----- | ----- | ------------- | ------- | ------- | ------------- |
| 01.05 | 14:45 | Nueva Zelanda | -       | Malasia | 4-4 (2-3 PEN) |
| 01.05 | 17:00 | Canadá        | -       | Polonia | 3-2           |
| 01.05 | 19:15 | Irlanda       | -       | Francia | 2-2 (3-0 PEN) |
| 01.05 | 21:30 | Corea del Sur | -       | Japón   | 5-1           |

#### Ronda del quinto al octavo lugar

##### Semifinales
| Fecha | Hora¹ | Partido       | Partido | Partido | Resultado |
| ----- | ----- | ------------- | ------- | ------- | --------- |
| 03.05 | 14:45 | Nueva Zelanda | -       | Polonia | 6-1       |
| 03.05 | 17:00 | Francia       | -       | Japón   | 3-2       |

##### Partido por el séptimo puesto (7°-8°)
| Fecha | Hora¹ | Partido | Partido | Partido | Resultado |
| ----- | ----- | ------- | ------- | ------- | --------- |
| 04.05 | 14:45 | Polonia | -       | Japón   | 2-3       |

##### Partido por el quinto puesto (5°-6°)
| Fecha | Hora¹ | Partido       | Partido | Partido | Resultado |
| ----- | ----- | ------------- | ------- | ------- | --------- |
| 04.05 | 17:00 | Nueva Zelanda | -       | Francia | 6-3       |

#### Ronda del primer al cuarto lugar

##### Semifinales
| Fecha | Hora¹ | Partido | Partido | Partido       | Resultado     |
| ----- | ----- | ------- | ------- | ------------- | ------------- |
| 03.05 | 19:15 | Malasia | -       | Canadá        | 2-2 (4-5 PEN) |
| 03.05 | 21:30 | Irlanda | -       | Corea del Sur | 1-2           |

##### Partido por el tercer lugar (3°-4°)
| Fecha | Hora¹ | Partido | Partido | Partido | Resultado |
| ----- | ----- | ------- | ------- | ------- | --------- |
| 04.05 | 19:15 | Malasia | -       | Irlanda | 4-2       |

##### Final
| Fecha | Hora¹ | Partido | Partido | Partido       | Resultado |
| ----- | ----- | ------- | ------- | ------------- | --------- |
| 04.05 | 21:30 | Canadá  | -       | Corea del Sur | 0-4       |

## Premios y reconocimientos
Los premios otorgador por la FIH son los siguientes:
| Goleador       | Jugador del torneo | Arquero del torneo | Mejor jugador junior del torneo |
| -------------- | ------------------ | ------------------ | ------------------------------- |
| Jang Jong-hyun | Jang Jong-hyun     | David Harte        | Gabriel Ho-Garcia               |

## Estadísticas

### Clasificación final
Como campeón del torneo, Corea del Sur clasificó para jugar el Champions Trophy Argentina 2016.
1. Corea del Sur
2. Canadá
3. Malasia
4. Irlanda
5. Nueva Zelanda
6. Francia
7. Polonia
8. Japón